# Tamopsis pseudocircumvidens
Tamopsis pseudocircumvidens är en spindelart som beskrevs av Baehr 1987. Tamopsis pseudocircumvidens ingår i släktet Tamopsis och familjen Hersiliidae. Inga underarter finns listade i Catalogue of Life.